# Nathália Rossi
Nathalia Rossi (nascida em 28 de abril de 1989) é uma ex-tenista brasileira.

## Carreira
Nathalia começou a jogar tênis aos doze anos e preferia quadras duras. Ela jogou principalmente em torneios no Circuito Feminino da ITF, onde ganhou seis títulos individuais e sete títulos em duplas.
No WTA Tour, ela competiu nos torneios classificatórios em Bogotá e Monterrey em 2010, mas foi desclassificada na primeira rodada nas duas vezes. Também na classificação para a Copa Brasil de Tênis, em Florianópolis, em 2014, ela não passou da primeira fase.
Nathalia jogou seu último torneio internacional em fevereiro de 2018. Ela não participa do ranking mundial desde julho de 2017.

## Vitórias em torneios[4]

### Individuais
| N. | Data                  | Local             | Categoria    | Quadra      | Adversária final | Resultado     |
| -- | --------------------- | ----------------- | ------------ | ----------- | ---------------- | ------------- |
| 1. | 4 de março de 2006    | NígerBenin,       | ITF $ 10.000 | quadra dura | Bélgica          | 6:2, 3:6, 6:3 |
| 2. | 25 de Maio de 2008    | NicaráguaManagua, | ITF $ 10.000 | quadra dura | Colômbia         | 3:6, 6:1, 6:4 |
| 3. | 27 de julho de 2008   | BrasilBrasília,   | ITF $ 10.000 | areia       | Brasil           | 6:2, 6:4      |
| 4. | 6 de Junho de 2010    | BrasilSão Paulo,  | ITF $ 10.000 | areia       | Brasil           | 6:4, 6:3      |
| 5. | 31 de Outubro de 2010 | BrasilItu,        | ITF $ 10.000 | areia       | Argentina        | 6:4, 6:4      |
| 6. | 13 de agosto de 2011  | Brasil            | ITF $ 10.000 | areia       | Peru             | 6:2, 6:3      |

### Em dupla
| N. | Data                 | Local          | Categoria    | Quadra      | Parceira  | Adversárias finais             | resultado         |
| -- | -------------------- | -------------- | ------------ | ----------- | --------- | ------------------------------ | ----------------- |
| 1. | 24 Maio de 2008      | Nicarágua      | ITF $ 10.000 | quadra dura | Brasil    | Estados Unidos · Países Baixos | 3:6, 7:62, [11:9] |
| 2. | 30 Outubro de 2009   | Brasil         | ITF $ 10.000 | areia       | Argentina | Brasil · Brasil                | 1:6, 6:1, [10:6]  |
| 3. | 13. Maio de 2011     | Brasil         | ITF $ 10.000 | quadra dura | Chile     | Argentina · Brasil             | 3:6, 6:0, [10:7]  |
| 4. | 16 março de 2013     | Estados Unidos | ITF $ 10.000 | areia       | Chéquia   | Ucrânia · Chéquia              | 7:5, 2:6, [10:8]  |
| 5. | 26 Abril de 2013     | Brasil         | ITF $ 10.000 | areia       | Brasil    | Argentina · Chile              | 6-3, 6-0          |
| 6. | 8º. novembro de 2013 | Brasil         | ITF $ 10.000 | areia       | Brasil    | Brasil · Brasil                | 6:3, 6:4          |
| 7. | 7. Junho de 2014     | Brasil         | ITF $ 15.000 | quadra dura | Brasil    | Argentina · Brasil             | 6:4, 6:2          |